# Günthersbühl
Günthersbühl ist ein Gemeindeteil der Stadt Lauf an der Pegnitz im Landkreis Nürnberger Land (Mittelfranken, Bayern). Die Gemarkung Günthersbühl hat eine Fläche von 3,537 km². Sie ist in 904 Flurstücke aufgeteilt, die eine durchschnittliche Flurstücksfläche von 3912,51 m² haben. In ihr liegen neben dem namensgebenden Ort die Gemeindeteile Hub und Nuschelberg.

## Lage
Das Dorf liegt unmittelbar nördlich des Günthersbühler Forstes. Im Osten fließt der Nüschwiesengraben, ein rechter Zufluss des Bitterbachs. Die Kreisstraße LAU 16 verläuft an Hub vorbei nach Neunhof zur Staatsstraße 2240 (2,3 km nördlich). Die Kreisstraße LAU 14 führt nach Behringersdorf zur Bundesstraße 14 (5,8 km südlich) bzw. nach Rudolfshof zur St 2240 (2,7 km südöstlich).

## Geschichte
Der Ortsname Günthersbühl ist darauf zurückzuführen, dass der Weiler sich am Bergrücken befindet. Im 11. und 12. Jahrhundert wurden nördlich von Lauf ehemalige Waldflächen urbar gemacht. Dort entstand Günthersbühl mit Nuschelberg und Hub. Schon im Mittelalter existierte eine Forsthube im Ortsgebiet. Sie diente der Verwaltung eines Forstbezirkes im Sebalder Reichswald. Günthersbühl wurde 1279 von König Rudolf neben anderen Besitzungen (Neunhof, Ober- und Unterschöllenbach, Tauchersreuth und Gabermühle) an Ulrich von Schlüsselberg verpfändet. Nach dem Tod des letzten Schlüsselbergers 1347 fiel der Besitz an die Burggrafen von Nürnberg. 1405 verkaufte Burggraf Friedrich den Besitzkomplex an verschiedene Nürnberger Bürger. Von 1398 bis 1764 gehörte Günthersbühl der Nürnberger Patrizierfamilie Pfinzing. Dann ging das Reichslehen an den Juristen Georg Abraham Jakob Örtel über. Das Herrenhaus der Pfinzing aus dem 17. Jahrhundert war schon 1723 wieder ein einfaches Bauernhaus geworden; an seiner Stelle wurde im 19. Jahrhundert ein zweigeschossiger Sandsteinbau (Günthersbühler Hauptstraße 16) errichtet.

## Politische Zugehörigkeiten
- Reichsamt Heroldsberg (bis 1279)
- Gericht und Amt Neunhof (bis 1405)
- Pflegamt Lauf (seit 1504)
- Zugehörigkeit zum Königreich Preußen (1796 bis 1810)
- Königreich Bayern  (ab 1811)
- Landgericht ä. O. Erlangen (bis 1843)
- Landgericht ä. O. Lauf (ab 1843)
- Bezirksamt Hersbruck (ab dem 1. Juli 1862)
- Bezirksamt Lauf (Pegnitz) (ab 1908)
- Landkreis Lauf (Pegnitz) (ab dem 1. Januar 1939, ab 1961 Lauf a.d.Pegnitz)
- Stadt Lauf a.d.Pegnitz im Landkreis Lauf a.d.Pegnitz (Eingemeindung am 1. Juli 1971)[7]
- Stadt Lauf a.d.Pegnitz im Landkreis Nürnberger Land (ab dem 1. Mai 1973)

## Baudenkmäler

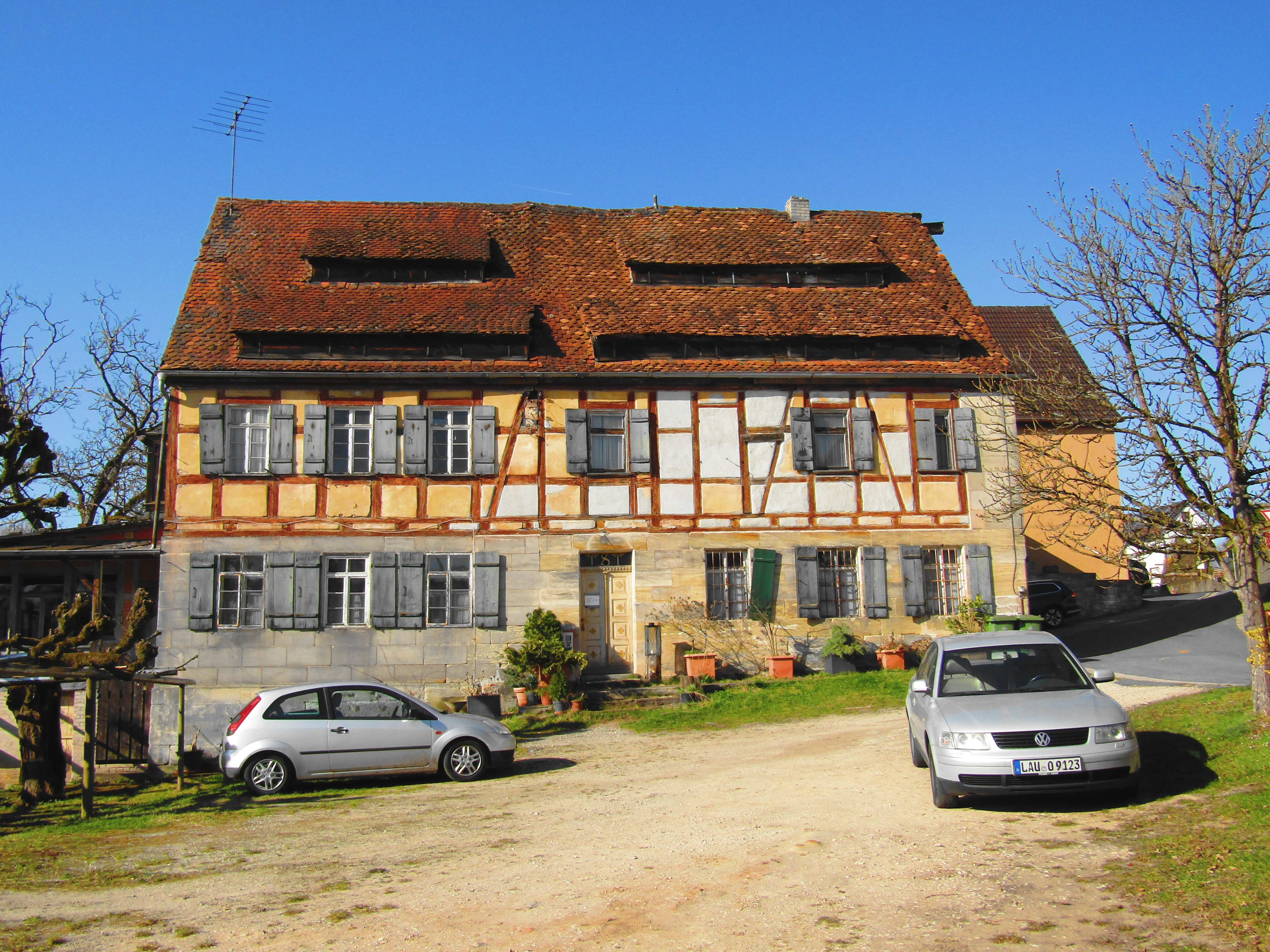
Gasthaus Fürsattel

Das Gasthaus Fürsattel ist eines der sechs Baudenkmäler in Günthersbühl. Es handelt sich um einen zweigeschossigen Sandsteinquaderbau aus dem ersten Viertel des 19. Jahrhunderts, zu dem ein Gastgarten mit einer Tanzlinde gehört.